# Lerina incarnata
Lerina incarnata là một loài bướm đêm thuộc phân họ Arctiinae, họ Erebidae.